# Philippine Dhanis
Pour les articles homonymes, voir Dhanis.
Philippine Dhanis, née le 8 mai 1967 à Lobbes et morte le 20 septembre 2022 à Verlaine, est une femme politique belge, membre du Mouvement réformateur.
Ancienne collaboratrice au Parlement puis au ministère fédéral du Budget, elle médiatise sa transition en 2017, dont elle tire un livre et des conférences. Elle est candidate aux élections législatives de 2019 dans la province de Hainaut, sans succès.

## Biographie
Elle entre au Mouvement réformateur (MR) vers 2007. Elle devient en 2008 secrétaire de la section du parti à Thuin, puis présidente,. Elle affirme avoir été collaboratrice parlementaire d'Yves Binon (MR) puis avoir rejoint le cabinet du ministre fédéral du Budget Olivier Chastel.
En 2016, alors âgée de 49 ans, Philippine Dhanis débute sa transition de genre. Avec l'accord de ses trois enfants, elle fait son coming-out et médiatise sa transition à partir de 2017. Elle effectue son changement d'état civil grâce à la loi transgenre du 25 juin 2017 qui en simplifie la procédure ; elle est alors l'assistante parlementaire du député MR Jean-Jacques Flahaux, auteur du projet de loi qui en est à l'origine,,.
En 2018, Philippine Dhanis publie son premier livre de littérature trans, Je suis transsexuelle et j'en fais pas une maladie, témoignage de ses deux premières années de transition,. Elle affiche dès lors son ambition de devenir la première députée trans à la Chambre des représentants,, après l'entrée de la Flamande Petra De Sutter au Sénat en 2014. À partir de son livre, elle organise plusieurs conférences au cours desquelles elle présente son parcours,.
Elle est candidate aux élections législatives de 2019 dans la province de Hainaut, en quinzième position (sur dix-huit) sur la liste MR conduite par Denis Ducarme. Sa situation de candidate trans lui attire l'attention de la presse ; elle affirme vouloir changer les « préjugés » sur les personnes trans. Durant la campagne électorale, elle est victime de plusieurs agressions transphobes,,.
La même année, elle fait l'objet d'un documentaire d'une étudiante en journalisme de l'Université catholique de Lille, Caroline Delattre, qui est récompensée des prix du jury et du public,.
Après avoir quitté le monde politique, elle se réoriente comme conductrice de poids lourds.
Elle meurt le 20 septembre 2022 à l'âge de 55 ans.

## Publication
- Je suis transsexuelle et j'en fais pas une maladie, Marcinelle, Éditions du CEP, 2018, 247 p. (ISBN 978-2-3900-7046-7).

### Filmographie
- Au-delà des apparences de Caroline Delattre, 2019, MédiaLab - Université catholique de Lille, France, 13 minutes [lire en ligne]